# Maestro Piero
Maestro Piero, noto anche come Magister Piero, (1300 circa – 1350 circa), è stato un compositore italiano.
Egli fu uno dei primi compositori del Trecento conosciuto per nome e probabilmente uno dei più vecchi. Viene particolarmente ricordato per i suoi madrigali.

## Biografia
Non sono noti dettagli sulla sua vita diversi da quelli che possono essere dedotti dalla sua musica e da una illustrazione che contiene probabilmente la sua immagine. Egli è raffigurato come un uomo di 50-60 anni in una illustrazione bolognese della prima metà del XIV secolo, dalla quale si deduce che fosse nato probabilmente prima del 1300. A differenza di molti compositori del Trecento, non era un fiorentino, dal momento che non appare nella cronaca di Filippo Villani, che include tutti i musicisti attivi a Firenze nel XIV secolo. Piero era forse di Assisi ed è noto che fu a Milano e Verona alle dipendenze dei Visconti e dei della Scala, rispettivamente, inoltre potrebbe essere stato a Padova con Antonio della Scala prima di andare a Verona, insieme con il compositore Giovanni da Cascia (Giovanni da Firenze). Egli era anche associato con il compositore Jacopo da Bologna, durante questo periodo, ed i tre musicisti sembra siano stati impegnati in un concorso per impostare il testo di un madrigale, ma in effetti ne composero un intero ciclo: la data di questo concorso fu nel 1349 o dopo, molto vicina alla fine della vita di Piero. Non vi è alcuna traccia di qualsiasi attività di Piero, o Giovanni da Cascia, dopo il 1351. Uno di essi o entrambi morirono a seguito della peste nera che colpì l'Italia del nord in quel periodo.  

## Musica
Solo otto sue composizioni certe sono giunte ai nostri giorni, più altre due cacce attribuitegli in base a similitudini stilistiche. Tutte le composizioni sono di musica profana: sei madrigali e due cacce. Tutte e otto le composizioni sono custodite presso la Biblioteca Nazionale di Firenze. Due di queste sono comprese anche nel Codice Rossi.
I madrigali di Piero sono le prime opere sopravvissute in quella forma in cui viene impiegato il canone. I madrigali sono a due voci, e le due cacce a tre; ciò che distingue il suo lavoro da quello dei suoi contemporanei è il suo uso frequente del canone, in particolare nel ritornello dei suoi madrigali. Le opere di Piero mostrano chiaramente l'evoluzione del modulo a tre voci della caccia rispetto al madrigale, in cui la parte canonica del madrigale divenne un canone a due voci, su un tenor, caratteristico della caccia.

## Opere

### Madrigali a due voci e caccia-madrigale
1. All'ombra d'un perlaro
2. Cavalcando con un giòvine
3. Ogni diletto
4. Quando l'àire comença
5. Sì com'al canto
6. Sovra un fiume regale

### Cacce (tre voci)
1. Con brachi assai
2. Con dolce brama